# マギー・ジレンホール
マギー・ジレンホール（Maggie Gyllenhaal, [ˈdʒɪlənhɔːl]; 本名：マーガレット・ルース・ジレンホール、Margaret Ruth Gyllenhaal, 1977年11月16日 - ）は、アメリカ合衆国の女優、映画監督。姓は日本ではギレンホールとも表記される。

## 生い立ち
ニューヨークで生まれ、ロサンゼルスで育つ。父親はスウェーデン系の映画監督スティーヴン・ジレンホール、母親はユダヤ系の脚本家ナオミ・フォーナー、弟は俳優のジェイク・ジレンホール。
コロンビア大学で英語を学び、ロンドンの王立演劇学校で演技の勉強をした。

## キャリア
1992年に父親の作品『Waterland』でデビュー。また、父親の作品には弟のジェイクも出演している。2000年に『クローサー』で舞台デビューを果たす。2002年公開の『セクレタリー』で内向的で自傷癖のある秘書を演じて注目され、ナショナル・ボード・オブ・レビューのブレイクスルー女優賞を受賞。ゴールデングローブ賞 主演女優賞（ミュージカル・コメディ部門）の候補にもなる。
ハリウッド大作からインディペンデント映画まで、様々なジャンルの映画に出演。2006年には映画芸術科学アカデミーの会員に招待され、同年公開の『シェリーベイビー』でゴールデングローブ賞 主演女優賞（ドラマ部門）にノミネートされた。
2008年公開の『ダークナイト』でケイティ・ホームズの降板に伴い、レイチェル・ドーズ役を演じた。翌年公開のジェフ・ブリッジス主演作『クレイジー・ハート』でアカデミー助演女優賞にノミネートされた。
俳優以外の活動では、ミウ・ミウやリーボックの広告塔を務めている。
2021年、『ロスト・ドーター』で監督デビューを果たし、ヴェネツィア国際映画祭で脚本賞を受賞した。

## 私生活

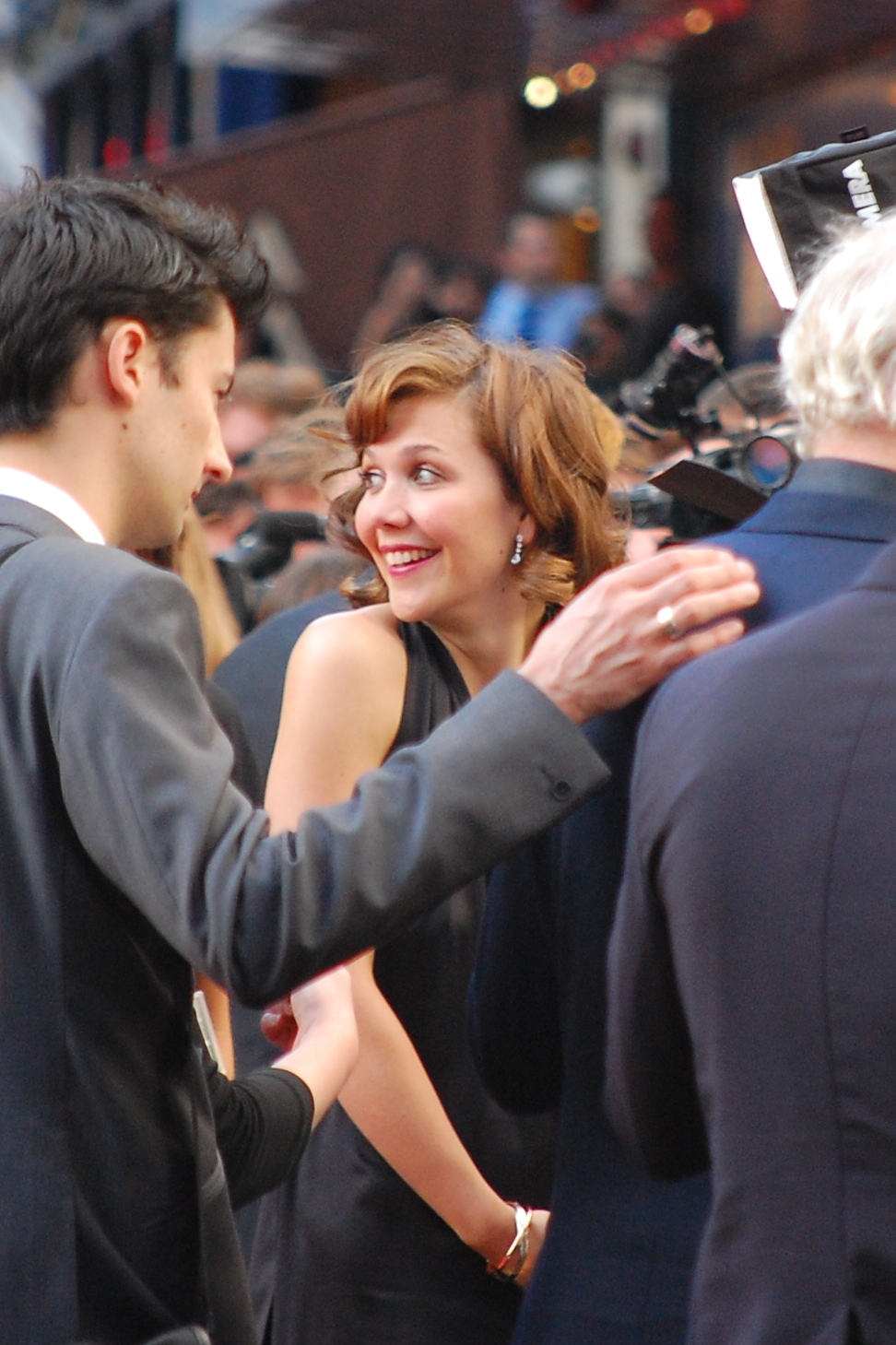
『ダークナイト』ヨーロッパプレミア上映会にて（2008年7月）

2006年4月に俳優のピーター・サースガードと婚約。同年10月4日に長女（ラモナ）を出産。2009年5月2日にイタリアで式を挙げた。2012年4月19日に次女（グロリア・レイ）を出産。現在はニューヨークのブルックリンに住んでいる。
2004年の大統領選挙ではジョン・ケリーを、2008年の大統領選挙ではバラク・オバマを支持していた。

### 論争
2005年、トライベッカ映画祭でアメリカ同時多発テロ事件について、「この事件はアメリカに責任がある」と発言して、大きな反感を買った。その後、代理人を通じて「世界におけるアメリカの役割について、勇気を持って真剣に問う機会だった」とコメントを訂正した。

## 主な出演作品

### 映画
| 公開年 | 邦題 原題                                                      | 役名                     | 備考                                                                    | 吹き替え                                      |
| ------ | -------------------------------------------------------------- | ------------------------ | ----------------------------------------------------------------------- | --------------------------------------------- |
| 1992   | 秘密 Waterland                                                 | マギー・ルース           | 日本劇場未公開                                                          |                                               |
| 1993   | 欲望 A Dangerous Woman                                         | パティ                   |                                                                         |                                               |
| 1996   | Shattered Mind                                                 | クローズ・クラーク       | テレビ映画                                                              | N/A                                           |
| 1998   | The Patron Saint of Liars                                      | ロレーヌ・トーマス       | テレビ映画                                                              | N/A                                           |
| 1998   | ワイルド・スモーカーズ Homegrown                               | クリスティーナ           |                                                                         |                                               |
| 1999   | レザレクション/クレアの奇跡 Resurrection                       | メアリー                 | テレビ映画                                                              |                                               |
| 2000   | The Photographer                                               | ミラ                     |                                                                         | N/A                                           |
| 2000   | セシル・B/ザ・シネマ・ウォーズ Cecil B. DeMented               | レイヴン                 |                                                                         | 武田佳子                                      |
| 2001   | ドニー・ダーコ Donnie Darko                                    | エリザベス・ダーコ       |                                                                         |                                               |
| 2001   | サンキュー、ボーイズ Riding in Cars with Boys                  | アメリア・フォレスター   |                                                                         | こおろぎさとみ                                |
| 2002   | セクレタリー Secretary                                         | リー・ホロウェイ         | ゴールデングローブ賞 主演女優賞（ミュージカル・コメディ部門）ノミネート | 三石琴乃                                      |
| 2002   | 恋する40days 40 Days and 40 Nights                             | サム                     | 日本劇場未公開                                                          |                                               |
| 2002   | アダプテーション Adaptation                                    | キャロライン・カニンガム |                                                                         | 岡寛恵                                        |
| 2002   | コンフェッション Confessions of a Dangerous Mind               | デビー                   |                                                                         | 村井かずさ                                    |
| 2003   | カーサ・エスペランサ 〜赤ちゃんたちの家〜 Casa de los babys    | ジェニファー             |                                                                         | 浅野まゆみ                                    |
| 2003   | モナリザ・スマイル Mona Lisa Smile                             | ジゼル・レヴィ           |                                                                         | 本田貴子（ソフト版） 浅野まゆみ（機内上映版） |
| 2004   | 強制尋問 Strip Search                                          | リンダ・サイクス         | テレビ映画                                                              |                                               |
| 2004   | クリミナル Criminal                                            | ヴァレリー               | 日本劇場未公開                                                          | 安藤麻吹                                      |
| 2005   | The Great New Wonderful                                        | エメ                     |                                                                         | N/A                                           |
| 2005   | ハッピー・エンディング Happy Endings                           | ジュード                 |                                                                         | 本田貴子                                      |
| 2005   | NOセックス、NOライフ! Trust the Man                            | エレーン                 | 日本劇場未公開                                                          | 沢海陽子                                      |
| 2006   | シェリーベイビー Sherrybaby                                    | シェリー・スワンソン     | ゴールデングローブ賞 主演女優賞（ドラマ部門）ノミネート 日本劇場未公開  |                                               |
| 2006   | パリ、ジュテーム Paris, je t'aime                              | リズ                     | 「デ・ザンファン・ルージュ地区」に出演                                  |                                               |
| 2006   | モンスター・ハウス Monster House                               | エリザベス・“ジー”       | 声の出演                                                                | 朴璐美                                        |
| 2006   | ワールド・トレード・センター World Trade Center                | アリソン・ヒメノ         |                                                                         | 吉田陽子                                      |
| 2006   | 主人公は僕だった Stranger Than Fiction                         | アナ・パスカル           |                                                                         | 水町レイコ                                    |
| 2008   | ダークナイト The Dark Knight                                   | レイチェル・ドーズ       |                                                                         | 本田貴子（ソフト版） 岡寛恵（テレビ朝日版）   |
| 2009   | お家をさがそう Away We Go                                      | エレン・“LN”             |                                                                         | （吹き替え版なし）                            |
| 2009   | クレイジー・ハート Crazy Heart                                 | ジェーン・クラドック     | アカデミー助演女優賞ノミネート                                          | 冬馬由美                                      |
| 2010   | ナニー・マクフィーと空飛ぶ子ブタ Nanny McPhee and the Big Bang | グリーン夫人             |                                                                         | 石塚理恵                                      |
| 2011   | ヒステリア Hysteria                                            | シャーロット・ダリンプル |                                                                         | （吹き替え版なし）                            |
| 2012   | ウォント・バック・ダウン -ママたちの学校戦争- Won't Back Down  | ジェイミー               | 日本劇場未公開                                                          | （吹き替え版なし）                            |
| 2013   | ホワイトハウス・ダウン White House Down                        | キャロル・フィナティ     |                                                                         | 本田貴子                                      |
| 2014   | FRANK -フランク- Frank                                         | クララ                   |                                                                         |                                               |
| 2018   | キンダーガーテン・ティーチャー The Kindergarten Teacher        | リサ・スピネリ           | 兼製作                                                                  |                                               |
| 2020   | Best Summer Ever                                               | TV Reporter              | 兼製作総指揮                                                            | N/A                                           |
| 2021   | ロスト・ドーター The Lost Daughter                             | N/A                      | 監督・脚本・製作                                                        | N/A                                           |
| 2025   | ザ・ブライド!（原題） The Bride!                               | N/A                      | 監督・脚本・製作 撮影中                                                 | N/A                                           |

### テレビシリーズ
| 放映年    | 邦題 原題                                          | 役名                             | 備考                    | 吹き替え           |
| --------- | -------------------------------------------------- | -------------------------------- | ----------------------- | ------------------ |
| 2014      | オナラブル・ウーマン 熱砂の女 The Honourable Woman | ネッサ・スタイン                 | ミニシリーズ、計8話出演 | （吹き替え版なし） |
| 2017-2019 | DEUCE/ポルノストリート in NY The Deuce             | アイリーン・“キャンディ”・メレル | 計25話出演 兼製作       | 安藤麻吹           |